# Songkhla (tỉnh)
Songkhla (tiếng Thái: สงขลา, phiên âm: Xong-khơ-la) là một tỉnh miền Nam của Thái Lan. Các tỉnh giáp ranh (từ phía Đông theo chiều kim đồng hồ) là: Satun, Phatthalung, Nakhon Si Thammarat, Pattani và Yala. Về phía Nam, tỉnh này giáp bang Kedah và bang Perlis của Malaysia. Tên gọi Songkhla xuất phát từ tiếng Malay singora, có nghĩa là thành phố sư tử do núi ở gần thành phố Songkhla giống hình con sư tử. Khác với các tỉnh khác, tỉnh lỵ của Songkhla là thành phố Songkhla là thành phố lớn thứ 2, sau Hat Yai là thành phố lớn nhất tỉnh Songkhla với dân số 194.000 người, do đó, nhiều người vẫn nhầm Hat Yai là tỉnh lỵ của Songkhla.

## Địa lý
Tỉnh nằm trên Bán đảo Mã Lai, trên bờ biển của Vịnh Thái Lan. Độ cao cao nhất là Khao Mai Kaeo ở độ cao 821 mét.
Ở phía bắc của tỉnh là Hồ Songkhla, hồ tự nhiên lớn nhất ở Thái Lan. Hồ cạn này có diện tích 1.040 km² và có phạm vi rộng 78 km về phía nam - bắc. Tại cửa vịnh Thái Lan, gần thành phố Songkhla, nước trở thành nước. 
Một số lượng nhỏ cá heo Irrawaddy sống trong hồ, nhưng đang có nguy cơ tuyệt chủng do bị đánh bắt vô tình bởi lưới của ngành đánh bắt cá địa phương.
Tỉnh Songkhla có hai vườn quốc gia: San Kala Khiri 214 km² vùng núi cao ở biên giới Thái Lan-Mã Lai. Khao Nam Khang, cũng ở vùng núi biên giới.

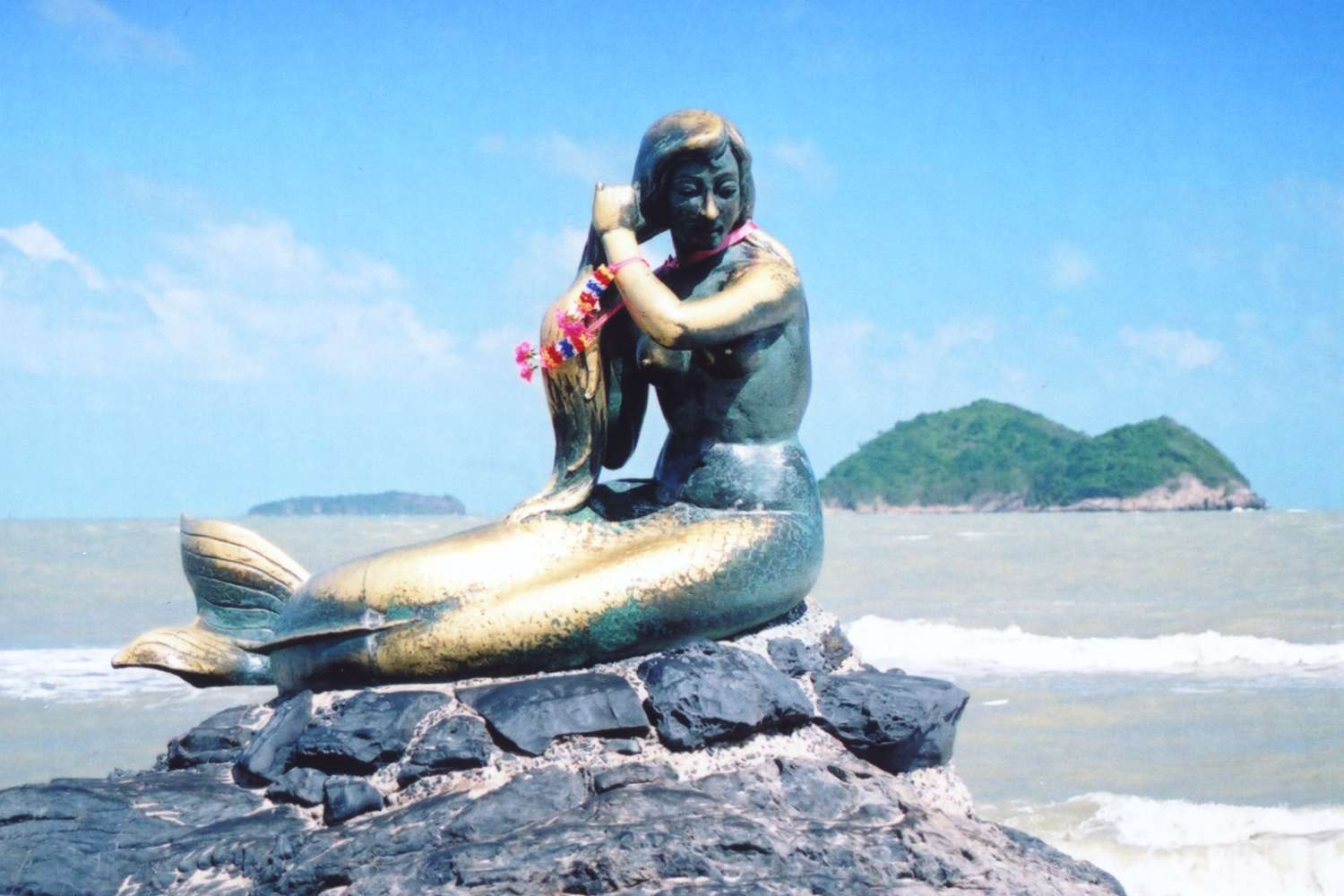
Tượng nàng tiên cá ở Laem Samila

Trong ranh giới của thành phố Songkhla là Bãi biển Cape Samila, bãi biển nổi tiếng nhất trong tỉnh. Bức tượng nàng tiên cá nổi tiếng có thể được tìm thấy ở đây. Hai hòn đảo Ko Nu và Ko Maew (Quần đảo Chuột và Mèo), cách bãi biển không xa, cũng là địa danh nổi tiếng và là ngư trường ưa thích. Theo một câu chuyện dân gian địa phương, một con mèo, con chuột và con chó đang đi trên một con tàu của Trung Quốc, khi chúng định đánh cắp một viên pha lê từ một thương gia. Trong khi cố gắng bơi vào bờ, cả mèo và chuột đều chết đuối và trở thành hai hòn đảo; con chó đến bãi biển, sau đó chết và trở thành ngọn đồi  Khao Tang Kuan. Pha lê biến thành bãi biển cát trắng.

## Các đơn vị hành chính
Tỉnh Songkhla được phân thành 16 huyện (Amphoe) và 127 xã (tambon). Các huyện Chana (Chenok trong Malay), Thepa (Tiba), và Saba Yoi (Sebayu được nhập từ Pattani. Các xã được chia ra 987 thôn (muban).
| 1. Mueang Songkhla (Malay: Singgora) 2. Sathing Phra 3. Chana (Chenok) 4. Na Thawi 5. Thepha (Tiba) 6. Saba Yoi (Sebayu) 7. Ranot (Renut) 8. Krasae Sin | 1. Rattaphum 2. Sadao 3. Hat Yai 4. Na Mom 5. Khuan Niang 6. Bang Klam 7. Singhanakhon 8. Khlong Hoi Khong |